# Angeklagter
Angeklagter ist im deutschen Strafverfahrensrecht der Beschuldigte oder Angeschuldigte, gegen den die Eröffnung des Hauptverfahrens beschlossen ist (§ 157 StPO).
Die Ermittlungstätigkeit von Polizei und Staatsanwaltschaft im Vorverfahren richtet sich gegen den Beschuldigten (§ 163a StPO). Zur Begründung der Beschuldigteneigenschaft bedarf es eines objektiven Anfangsverdachts. Der Beschuldigte hat jederzeit das Recht auf den Beistand durch einen Verteidiger (§ 137 StPO).
Bieten die Ermittlungen genügenden Anlass zur Erhebung der öffentlichen Klage, so erhebt die Staatsanwaltschaft sie durch Einreichung einer Anklageschrift bei dem zuständigen Gericht (§ 170 Abs. 1 StPO). Das Gericht beschließt die Eröffnung des Hauptverfahrens, wenn nach den Ergebnissen des vorbereitenden Verfahrens der Angeschuldigte einer Straftat hinreichend verdächtig erscheint (§ 203 StPO). Der Beschluss über die Eröffnung des Hauptverfahrens ist dem Angeklagten spätestens mit der Ladung zuzustellen (§ 215 StPO). Gegen einen ausgebliebenen Angeklagten findet eine Hauptverhandlung grundsätzlich nicht statt (§ 230 Abs. 1 StPO).
Der Angeklagte hat das Recht zu schweigen. Aufgrund des Nemo-tenetur-Grundsatzes dürfen aus dem Schweigen des Angeklagten keinerlei negative Schlüsse gezogen werden. Der Angeklagte wird zur Hauptverhandlung geladen und muss sein Ausbleiben grundsätzlich genügend entschuldigen. Andernfalls kann er verhaftet und vorgeführt werden (§ 216 StPO).
In der Hauptverhandlung können auch der gesetzliche Vertreter, der Ehegatte oder der Lebenspartner Beistand des Angeklagten sein (§ 149 StPO). Sie sind auf Verlangen zu hören. Im Vorverfahren unterliegt die Zulassung solcher Beistände dem richterlichen Ermessen.

## Österreich
Im Sinne der österreichischen Strafprozessordnung ist Angeklagter jeder Beschuldigte, gegen den Anklage eingebracht worden ist (§ 48 Abs. 1 Nr. 3, § 210 ff. StPO).

## Schweiz
Als beschuldigte Person gilt nach Art. 111 der Schweizerischen Strafprozessordnung die Person, die in einer Strafanzeige, einem Strafantrag oder von einer Strafbehörde in einer Verfahrenshandlung einer Straftat verdächtigt, beschuldigt oder angeklagt wird. Die beschuldigte Person ist Partei des Strafverfahrens (Art. 104 StPO).